# گلی بلاغ علیا
گلی بلاغ علیا یک روستا در ایران است که در بخش انجیرلو واقع شده‌است. گلی بلاغ علیا ۶۲ نفر جمعیت دارد.